# Albany (Texas)
Albany város az USA Texas államában. Lakosainak száma 1854 fő (2020. április 1.).

## Népesség
A település népességének változása:

| 2010 | 2 034 |
| 2020 | 1 854 |